# Сухая Балка (Волгодонской район)
Суха́я Ба́лка — хутор в Волгодонском районе Ростовской области.
Входит в состав Добровольского сельского поселения.

## Население
| 1989 | 2002 | 2010 |
| ---- | ---- | ---- |
| 230  | ↗244 | ↘211 |

## Улицы
На хуторе имеются две улицы: Новоселов и Центральная.